# ICTV2
«ICTV2» (англ. International Commercial TeleVision 2 — «Міжнародна комерційна телерадіокомпанія») — загальноукраїнський телеканал. Входить до медіаконгломерату «Starlight Media».

## Історія
15 грудня 2022 року Національна рада України з питань телебачення і радіомовлення переоформила ліцензію «ICTV Ukraine», змінивши назву на «ICTV2». Телеканал фактично є дублером флагманського телеканалу «ICTV». Програмна сітка складається із серіалів, шоу та фільмів. Ребрендинг відбувся 17 грудня.
22 грудня того ж року НацРада видала тимчасовий дозвіл на мовлення «ICTV2» на період воєнного стану в Україні на мовлення в мультиплексі MX-2 цифрової етерної мережі DVB-T2. Телеканал розпочав мовлення в мережі наступного ж дня, 23 грудня.
23 листопада 2023 року телеканал став переможцем конкурсу на отримання ліцензії на мовлення в MX-2 цифрової етерної мережі DVB-T2.

## Наповнення етеру

### Програми
- Антизомбі
- Громадянська оборона
- Дизель Шоу
- Культура vs. війна
- Особливості національної роботи
- Прихована небезпека
- Прорвемось!
- Ранок у великому місті
- Рішає Оністрат
- Секретний фронт
- Телехіт
- Теорія змови
- Топ-5 фейків
- Хто хоче стати мільйонером?
- Шкварка
- Як викрасти історію

### Документальні фільми
- 9 життів
- Без права на дубль
- Битва за острів Зміїний
- Вежа Маріуполь
- Війна за Море. Від Дніпра до Криму
- Голод
- Громадяни на війні. Рік в Україні
- Двадцять чотири
- Другий фронт
- Загроза з неба. Ера дронів
- Захисники неба
- Збиті льотчики Росії
- Зупинити Голіафа
- Київський укріплений район. Новітня історія оборони
- Кібервійна
- Кремль. Гібридна війна
- Крим. Остання цитадель
- Легіони світла
- Лікарі
- Макарів. Лінія спротиву
- Маріуполь. Невтрачена надія
- Медіа на війні
- Ми були рекрутами
- Морський бій. Епоха дронів
- Небесні вартові
- Нескорені
- Нескорені. Українські партизани
- Норильське повстання
- Область героїв
- Оленівка. Куратори зла
- Порцелянова війна
- Рецепт промивання мізків
- Революція під прицілом
- Спокійно, працює ППО
- Тіні на лівому березі
- Україна. Інформаційні війни
- Україна. Хребет війни
- Фортеця Маріуполь
- Чорні тіні Майдану
- Як потопили Москву

### Серіали
- АТП Перевізники
- Ботоферма
- В полоні у перевертня
- Вижити за будь-яку ціну
- Виклик (раніше на каналі «Україна»)
- Виходьте без дзвінка
- Відділ 44
- Володимирська, 15
- Гарячий
- Дільничний з ДВРЗ
- Доброволець
- Друзі за контрактом
- Кіборги
- Козаки. Абсолютно брехлива історія
- Коп з минулого
- Копи на роботі
- Майор Сковорода
- Марк+Наталка
- Морська поліція. Чорноморськ
- На трьох
- Новорічна зміна
- Пес Альф
- Подвійні ставки
- Правило бою
- Розтин покаже
- Рубан
- Слідаки
- Табун
- Топтун
- Філін
- Штурм
- Юрчишини

### Іноземні серіали
- CSI: Кіберпростір
- CSI: Лас-Вегас
- CSI: Місце злочину. Маямі
- CSI: Місце злочину. Нью-Йорк
- Вічність
- Два з половиною чоловіки
- Доктор Герроу
- Люцифер
- Праведниця
- Приватний детектив Магнум
- Смертельна зброя
- Сліпа зона
- У полі зору
- Чак

## Мовлення

### Супутникове мовлення
| Супутник         | Стандарт | Частота, МГц | Швидкість | Поляризація       | FEC | Формат зображення | Кодування |
| ---------------- | -------- | ------------ | --------- | ----------------- | --- | ----------------- | --------- |
| Astra 4A (4.8°E) | DVB-S2   | 12073        | 30000     | горизонтальна (H) | 2/3 | MPEG-4            | FTA       |
| Astra 4A (4.8°E) | DVB-S    | 12130        | 27500     | вертикальна (V)   | 3/4 | MPEG-2            | FTA       |

### Етерне цифрове мовлення
| Канал | Мультиплекс | Стандарт | EPG        | Формат мовлення |
| ----- | ----------- | -------- | ---------- | --------------- |
| 10    | MX-2        | DVB-T2   | Green tick | SD 576i 16:9    |

## Ведучі

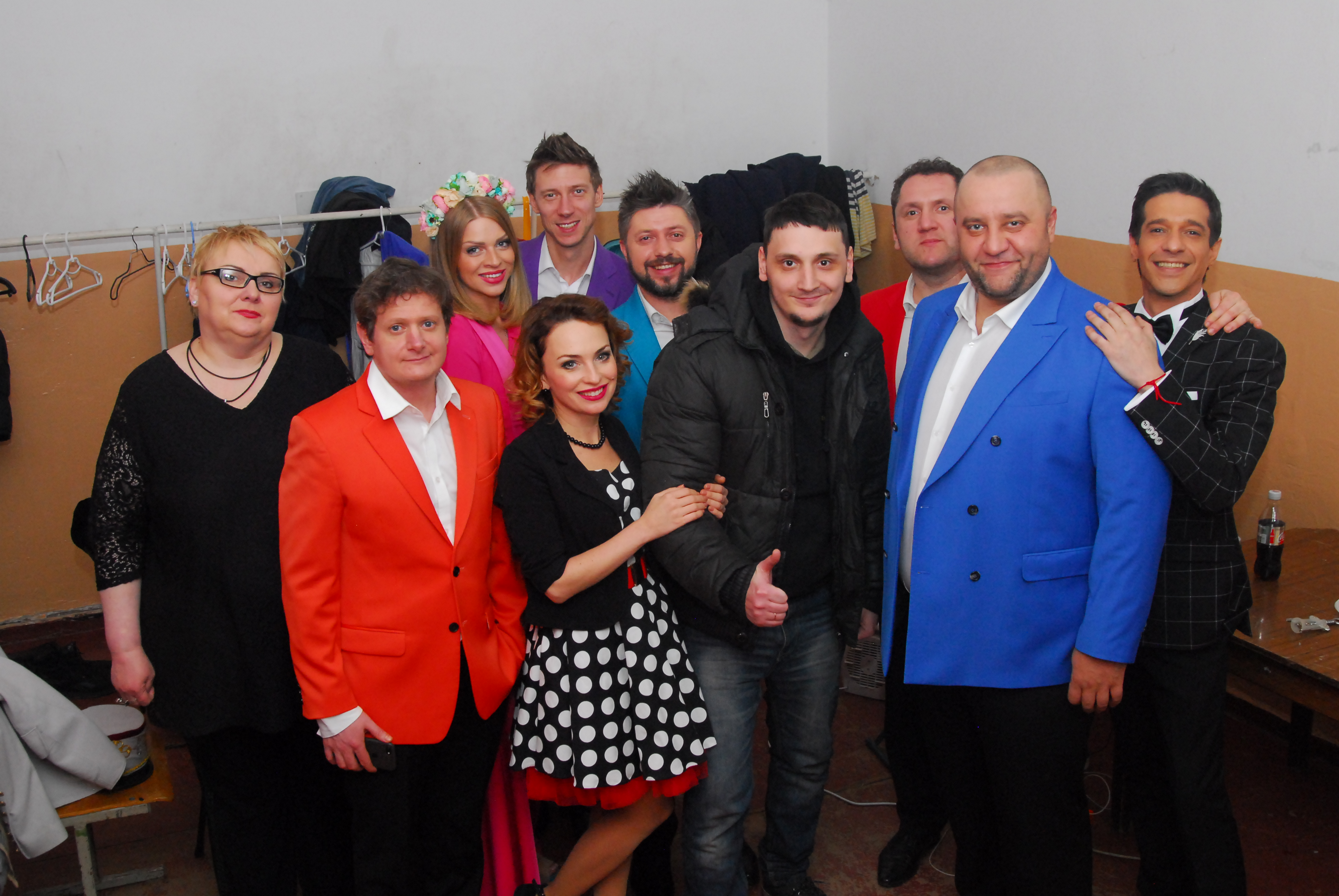
Dizel Studio

- Юлія Зорій
- Микола Луценко
- Вікторія Булітко
- Яна Глущенко
- Єгор Крутоголов
- Євген Гашенко
- Олег Іваниця
- Олександр Бережок
- Григорій Герман
- Сергій Лиховида
- Олександр Швачка